# Phyllobates aurotaenia
Phyllobates aurotaenia – gatunek płaza bezogonowego z rodziny drzewołazowatych (Dendrobatidae).

## Morfologia
Jest to czarna żaba z dwoma pasami koloru pomarańczowego, zielonego lub żółtego idącymi od talii przez oczy aż do pyszczka, gdzie się łączą.

## Rozmnażanie
Liczba jaj: 12–28.

## Występowanie
Występuje jedynie w zachodniej Kolumbii.

## Status
Jest to gatunek lokalnie pospolity, a trend jego liczebności oceniany jest jako stabilny.